# Графський заказник (Вовчанський район)
Гра́фський зака́зник — гідрологічний заказник місцевого значення в Україні. Об'єкт розташований на території Вовчанського району Харківської області, між селами Огірцеве та Графське. 
Площа — 497,3 га. Статус присвоєно згідно з рішенням обласної ради  від 27.08.2009 року № 1354-V (перейменований з «Радянський» на «Графський» рішенням засідання постійної комісії Харківської обласної ради з питань аграрної політики, земельних відносин та природокористування від 19 травня 2017 року № 15). Перебуває у віданні: ТОВ ПП «Ізбицьке». 
Статус присвоєно для збереження цінних природних комплексів водно-болотного угіддя у верхів'ях Печенізького водосховища (на річці Сіверський Донець).

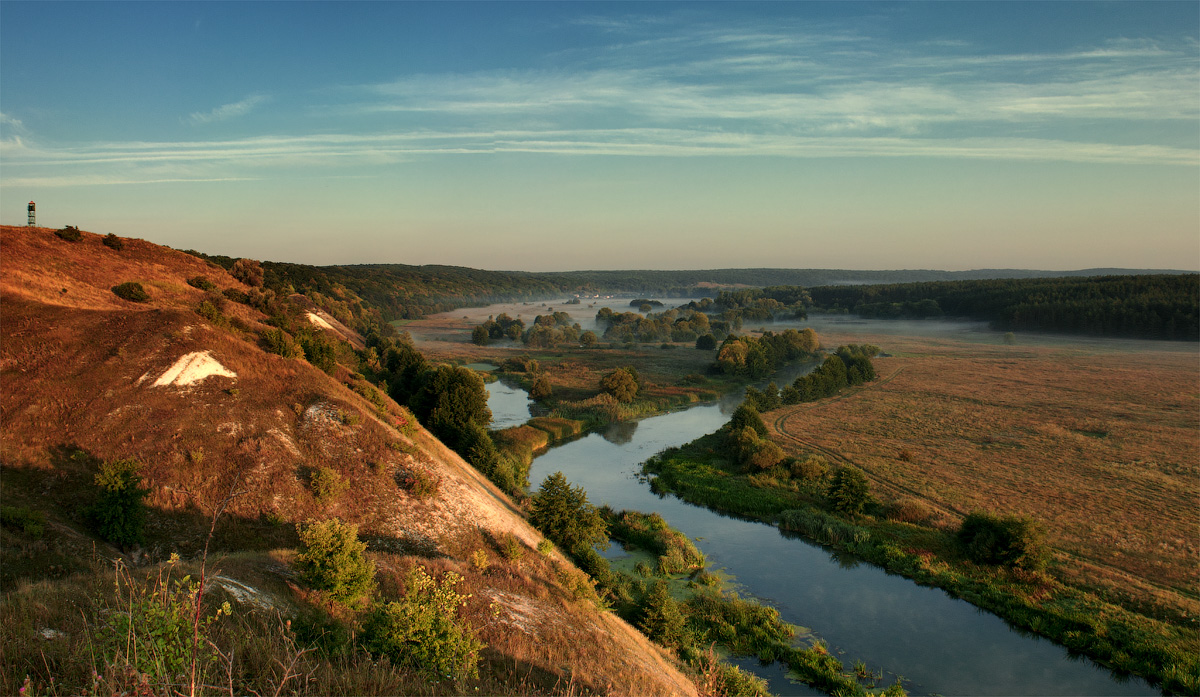
Річка Сіверський Донець